# Trichosurini
I Trichosurini Flynn, 1888 sono una delle due tribù in cui viene suddivisa la sottofamiglia dei Falangerini. Comprende in tutto sei specie, suddivise in tre generi.

## Descrizione
I tricosuri hanno una grandezza compresa fra quella dei ratti e quella delle volpi (lunghezza testa-tronco 32-58 cm, lunghezza coda 24-38 cm); hanno orecchie di dimensioni medie, triangolari, prive di peli, ripiegabili su sé stesse; il pelo è morbido e folto, di colore molto vario; la coda è a pennacchio, con la punta senza peli nella parte inferiore, prensile. Un animale simile, con la «coda di ratto» priva di peli e scagliosa, è l'opossum a coda squamosa (Wyulda squamicaudata), grande come uno scoiattolo ed endemico di una piccola area del Kimberley.

## Tassonomia
- Genere Strigocuscus (2 specie)
- Genere Trichosurus (3 specie)
- Genere Wyulda (1 specie)